# Liste des distinctions de Clint Eastwood
Cette page dresse la liste des distinctions de Clint Eastwood.
Sauf mention contraire ou complémentaire, la liste des distinctions est issue du site Internet Movie Database.

## Récompenses

### Organismes
| Année | Cérémonie                              | Prix                   | Catégorie                                   | Film                          |
| ----- | -------------------------------------- | ---------------------- | ------------------------------------------- | ----------------------------- |
| 1961  | Western Heritage Awards                | Wrangler de bronze     | Meilleur téléfilm dramatique                | Rawhide                       |
| 1962  | Western Heritage Awards                | Wrangler de bronze     | Meilleur téléfilm dramatique                | Rawhide                       |
| 1964  | Western Heritage Awards                | Wrangler de bronze     | Meilleur téléfilm dramatique                | Rawhide                       |
| 1967  | Laurel Awards                          | Laurel Award 2e place  | Meilleur espoir                             | Pour une poignée de dollars   |
| 1968  | Laurel Awards                          | Laurel Award 2e place  | Meilleure performance dans un film d'action | Le Bon, la Brute et le Truand |
| 1971  | Laurel Awards                          | Laurel Award 3e place  | Meilleure performance dans un film d'action | Sierra torride                |
| 1989  | Sant Jordi Awards                      | Sant Jordi Award       | Meilleur film étranger                      | Bird                          |
| 1993  | Oscars du cinéma                       | Oscar                  | Meilleur film                               | Impitoyable                   |
| 1993  | Oscars du cinéma                       | Oscar                  | Meilleur réalisateur                        | Impitoyable                   |
| 1993  | Fotogramas de Plata                    | Fotogramas de Plata    | Meilleur film étranger                      | Impitoyable                   |
| 1993  | Hochi Film Awards                      | Hochi Film Award       | Meilleur film en langue étrangère           | Impitoyable                   |
| 1993  | Sant Jordi Awards                      | Sant Jordi             | Meilleur film étranger                      | Impitoyable                   |
| 1993  | Western Heritage Awards                | Wrangler de bronze     | Meilleur film                               | Impitoyable                   |
| 1994  | Kinema Junpo Awards                    | Kinema Junpo Award     | Meilleur film en langue étrangère           | Impitoyable                   |
| 1994  | Prix du film Mainichi                  | Mainichi Film Concours | Meilleur film en langue étrangère           | Impitoyable                   |
| 1996  | ASCAP Film and Television Music Awards | ASCAP Award            | Film en tête du box office                  | Sur la route de Madison       |
| 1996  | Blue Ribbon Awards                     | Blue Ribbon Award      | Meilleur film en langue étrangère           | Sur la route de Madison       |
| 1996  | Fotogramas de Plata                    | Fotogramas de Plata    | Meilleur film étranger                      | Sur la route de Madison       |
| 1996  | Kinema Junpo Awards                    | Kinema Junpo Award     | Meilleur film en langue étrangère           | Sur la route de Madison       |
| 1996  | Prix du film Mainichi                  | Readers' Choice Award  | Meilleur film en langue étrangère           | Sur la route de Madison       |
| 2001  | Prix du film Mainichi                  | Mainichi Film Concours | Meilleur film                               | Space Cowboys                 |
| 2001  | Kinema Junpo Awards                    | Kinema Junpo Award     | Meilleur film                               | Space Cowboys                 |
| 2004  | César du cinéma                        | César                  | Meilleur film étranger                      | Mystic River                  |
| 2004  | Fotogramas de Plata                    | Fotogramas de Plata    | Meilleur film étranger                      | Mystic River                  |
| 2004  | Sant Jordi Awards                      | Sant Jordi             | Meilleur film étranger                      | Mystic River                  |
| 2005  | Blue Ribbon Awards                     | Blue Ribbon Award      | Meilleur film étranger                      | Mystic River                  |
| 2005  | Kinema Junpo Awards                    | Kinema Junpo Award     | Meilleur film étranger                      | Mystic River                  |
| 2005  | Kinema Junpo Awards                    | Readers' Choice Award  | Meilleur film étranger                      | Mystic River                  |
| 2005  | Prix du film Mainichi                  | Mainichi Film Concours | Meilleur film                               | Mystic River                  |
| 2005  | Oscars du cinéma                       | Oscar                  | Meilleur film                               | Million Dollar Baby           |
| 2005  | Oscars du cinéma                       | Oscar                  | Meilleur réalisateur                        | Million Dollar Baby           |
| 2005  | Prix David di Donatello                | David                  | Meilleur film étranger                      | Million Dollar Baby           |
| 2006  | Blue Ribbon Awards                     | Blue Ribbon Award      | Meilleur film étranger                      | Million Dollar Baby           |
| 2006  | César du cinéma                        | César                  | Meilleur film étranger                      | Million Dollar Baby           |
| 2006  | Fotogramas de Plata                    | Fotogramas de Plata    | Meilleur film étranger                      | Million Dollar Baby           |
| 2006  | Kinema Junpo Awards                    | Kinema Junpo Award     | Meilleur film étranger                      | Million Dollar Baby           |
| 2006  | Kinema Junpo Awards                    | Kinema Junpo Award     | Meilleur réalisateur d'un film étranger     | Million Dollar Baby           |
| 2006  | Kinema Junpo Awards                    | Readers' Choice Award  | Meilleur film étranger                      | Million Dollar Baby           |
| 2006  | Hochi Film Awards                      | Hochi Film Award       | Meilleur film en langue étrangère           | Mémoires de nos pères         |
| 2006  | Satellite Awards                       | Satellite Award        | Meilleur réalisateur                        | Mémoires de nos pères         |
| 2007  | Kinema Junpo Awards                    | Kinema Junpo Award     | Meilleur film étranger                      | Mémoires de nos pères         |
| 2007  | Kinema Junpo Awards                    | Kinema Junpo Award     | Meilleur réalisateur d'un film étranger     | Mémoires de nos pères         |
| 2007  | Kinema Junpo Awards                    | Readers' Choice Award  | Meilleur film étranger                      | Mémoires de nos pères         |
| 2007  | Satellite Awards                       | Satellite Award        | Meilleure chanson originale (Grace Is Gone) | Grace Is Gone                 |
| 2008  | Bodil                                  | Bodil                  | Meilleur film américain                     | Lettres d'Iwo Jima            |
| 2009  | Prix David di Donatello                | David                  | Meilleur film étranger                      | Gran Torino                   |
| 2010  | César du cinéma                        | César                  | Meilleur film étranger                      | Gran Torino                   |

### Associations de critiques
| Année | Cérémonie                                   | Prix                       | Catégorie                                      | Film                  |
| ----- | ------------------------------------------- | -------------------------- | ---------------------------------------------- | --------------------- |
| 1981  | People's Choice Awards                      | People's Choice Award      | Acteur préféré                                 |                       |
| 1984  | People's Choice Awards                      | People's Choice Award      | Acteur préféré                                 |                       |
| 1985  | People's Choice Awards                      | People's Choice Award      | Acteur préféré                                 |                       |
| 1987  | People's Choice Awards                      | People's Choice Award      | Acteur préféré                                 |                       |
| 1988  | People's Choice Awards                      | People's Choice Award      | Acteur préféré                                 |                       |
| 1989  | Golden Globes                               | Golden Globe               | Meilleur réalisateur                           | Bird                  |
| 1992  | Los Angeles Film Critics Association Awards | LAFCA Award                | Meilleur réalisateur                           | Impitoyable           |
| 1992  | Los Angeles Film Critics Association Awards | LAFCA Award                | Meilleur acteur                                | Impitoyable           |
| 1993  | Directors Guild of America Awards           | DGA Award                  | Meilleur réalisateur                           | Impitoyable           |
| 1993  | Golden Globes                               | Golden Globe               | Meilleur réalisateur                           | Impitoyable           |
| 1993  | Kansas City Film Critics Circle Awards      | KCFCC Award                | Meilleur réalisateur                           | Impitoyable           |
| 1993  | National Society of Film Critics Awards     | NSFC Award                 | Meilleur réalisateur                           | Impitoyable           |
| 2004  | London Critics Circle Film Awards           | ALFS Award                 | Réalisateur de l'année                         | Mystic River          |
| 2004  | National Society of Film Critics Awards     | NSFC Award                 | Meilleur réalisateur                           | Mystic River          |
| 2004  | Chicago Film Critics Association Awards     | CFCA Award                 | Meilleur réalisateur                           | Million Dollar Baby   |
| 2004  | National Board of Review                    | Special Achievement Award  | Réalisateur, producteur, acteur et compositeur | Million Dollar Baby   |
| 2004  | New York Film Critics Circle Awards         | NYFCC Award                | Meilleur réalisateur                           | Million Dollar Baby   |
| 2004  | San Diego Film Critics Society Awards       | SDFCS Award                | Meilleur réalisateur                           | Million Dollar Baby   |
| 2004  | San Diego Film Critics Society Awards       | SDFCS Award                | Meilleure musique de film                      | Million Dollar Baby   |
| 2004  | Seattle Film Critics Awards                 | Seattle Film Critics Award | Meilleur réalisateur                           | Million Dollar Baby   |
| 2005  | Directors Guild of America Awards           | DGA Award                  | Meilleure réalisation                          | Million Dollar Baby   |
| 2005  | Film Critics Circle of Australia Awards     | FCCA Award                 | Meilleur film étranger (en anglais)            | Million Dollar Baby   |
| 2005  | Golden Globes                               | Golden Globe               | Meilleur réalisateur                           | Million Dollar Baby   |
| 2005  | Vancouver Film Critics Circle               | VFCC Award                 | Meilleur réalisateur                           | Million Dollar Baby   |
| 2005  | Ruban d'argent                              | Silver Ribbon              | Meilleur réalisateur d'un film étranger        | Million Dollar Baby   |
| 2006  | San Diego Film Critics Society Awards       | SDFCS Award                | Meilleur réalisateur                           | Mémoires de nos pères |
| 2006  | Golden Globes                               | Golden Globe               | Meilleur film en langue étrangère              | Lettres d'Iwo Jima    |
| 2008  | National Board of Review                    | NBR Award                  | Meilleur acteur                                | Gran Torino           |
| 2009  | National Board of Review                    | NBR Award                  | Meilleur réalisateur                           | Invictus              |
| 2014  | National Board of Review                    | NBR Award                  | Meilleur réalisateur                           | American Sniper       |
| 2014  | Boston Society of Film Critics Awards       | BSFC Award                 | Meilleur réalisateur                           | American Sniper       |

### Festivals de cinéma
| Année | Cérémonie          | Prix                               | Catégorie                                                           | Film            |
| ----- | ------------------ | ---------------------------------- | ------------------------------------------------------------------- | --------------- |
| 2000  | Mostra de Venise   | Lion d'or pour la carrière         |                                                                     |                 |
| 2002  | Mostra de Venise   | Future Film Festival Digital Award |                                                                     | Créance de sang |
| 2003  | Festival de Cannes | Carrosse d'Or                      | Réalisateurs pour leur courage et leur intransigeance dans leur art | Mystic River    |

### Prix spéciaux
| Année | Cérémonie                                       | Prix                                                                        |
| ----- | ----------------------------------------------- | --------------------------------------------------------------------------- |
| 1971  | Golden Globes                                   | Henrietta Award                                                             |
| 1980  | American Movie Awards                           | Special Marquee en reconnaissance de sa carrière d'acteur et de réalisateur |
| 1982  | ShoWest Convention                              | Special Award de la star masculine de la décennie                           |
| 1985  | Golden Apple Awards                             | Golden Apple Award de la star masculine de l'année                          |
| 1988  | Golden Globes                                   | Cecil B. DeMille Award                                                      |
| 1991  | Hasty Pudding Theatricals                       | Homme de l'année                                                            |
| 1993  | Golden Boot Awards                              | Golden Boot                                                                 |
| 1993  | ShoWest Convention                              | ShoWest Award du réalisateur de l'année                                     |
| 1995  | Oscars du cinéma                                | Irving G. Thalberg Memorial Award                                           |
| 1995  | Festival du film de Hambourg                    | Douglas Sirk Award                                                          |
| 1996  | American Film Institute                         | Life Achievement Award                                                      |
| 1996  | Film Society of Lincoln Center                  | Gala Tribute                                                                |
| 1998  | César du cinéma                                 | César d'honneur                                                             |
| 1998  | Producers Guild of America Awards               | Lifetime Achievement Award                                                  |
| 1999  | National Board of Review                        | Career Achievement Award                                                    |
| 2000  | Mostra de Venise                                | Lion d'or pour la carrière                                                  |
| 2001  | Festival international du film de San Francisco | Akira Kurosawa Award                                                        |
| 2001  | Art Directors Guild                             | Contribution au Cinematic Imagery Award                                     |
| 2002  | Festival international du film de Chicago       | Career Achievement Award                                                    |
| 2003  | Screen Actors Guild Awards                      | Life Achievement Award                                                      |
| 2004  | Broadcast Film Critics Association Awards       | Lifetime Achievement Award                                                  |
| 2004  | ASCAP Film and Television Music Awards          | Opus Award                                                                  |
| 2004  | Critics Choice Awards                           | Lifetime Achievement Award                                                  |
| 2006  | BAFTA/LA                                        | Stanley Kubrick Britannia Award                                             |
| 2006  | Directors Guild of America                      | Lifetime Achievement Award                                                  |
| 2006  | Producers Guild of America Awards               | Milestone Award                                                             |
| 2007  | Festival du film de Los Angeles                 | Spirit of Independence Award                                                |
| 2007  | Motion Picture Sound Editors                    | Filmmaker's Award                                                           |
| 2008  | Festival de Cannes                              | Prix spécial du 61e Festival                                                |
| 2008  | Festival du film d'Hollywood                    | Director of the Year                                                        |
| 2008  | Goldene Kamera                                  | Lifetime Achievement Award                                                  |
| 2009  | Légion d'honneur                                | Commandeur de la Légion d'honneur                                           |
| 2009  | Festival Lumière                                | Prix Lumière pour l'ensemble de son œuvre                                   |
| 2009  | Festival de Cannes                              | Palme d'honneur                                                             |
| 2015  | ShoWest Convention                              | Fandango’s Fan Choice Award du film favori 2014                             |

## Nominations

### Organismes
| Année | Cérémonie                                 | Prix                             | Catégorie                              | Film                    |
| ----- | ----------------------------------------- | -------------------------------- | -------------------------------------- | ----------------------- |
| 1989  | César du cinéma                           | César                            | Meilleur film étranger                 | Bird                    |
| 1993  | BAFTA Awards                              | BAFTA Film Award                 | Meilleur film                          | Impitoyable             |
| 1993  | BAFTA Awards                              | BAFTA Film Award                 | Meilleur réalisateur                   | Impitoyable             |
| 1993  | Oscars du cinéma                          | Oscar                            | Meilleur acteur                        | Impitoyable             |
| 1996  | César du cinéma                           | César                            | Meilleur film étranger                 | Sur la route de Madison |
| 2001  | Blockbuster Entertainment Awards          | Blockbuster Entertainment Award  | Meilleure équipe dans un film d'action | Space Cowboys           |
| 2001  | Saturn Awards                             | Saturn Award                     | Meilleur réalisateur                   | Space Cowboys           |
| 2001  | Saturn Awards                             | Saturn Award                     | Meilleur acteur                        | Space Cowboys           |
| 2003  | Prix du film européen                     | Screen International Award       | Meilleur film étranger                 | Mystic River            |
| 2004  | Bodil Awards                              | Bodil                            | Meilleur film américain                | Mystic River            |
| 2004  | Broadcast Film Critics Association Awards | Critics Choice Award             | Meilleur réalisateur                   | Mystic River            |
| 2004  | Broadcast Film Critics Association Awards | Critics Choice Award             | Meilleur compositeur                   | Mystic River            |
| 2004  | Australian Film Institute                 | AFI Award                        | Meilleur film étranger                 | Mystic River            |
| 2004  | Bodil                                     | Bodil                            | Meilleur film américain                | Mystic River            |
| 2004  | Prix David di Donatello                   | David                            | Meilleur film étranger                 | Mystic River            |
| 2004  | Oscars du cinéma                          | Oscar                            | Meilleur film                          | Mystic River            |
| 2004  | Oscars du cinéma                          | Oscar                            | Meilleur réalisateur                   | Mystic River            |
| 2004  | Prix Robert                               | Robert                           | Meilleur film américain                | Mystic River            |
| 2006  | Satellite Awards                          | Satellite Award                  | Meilleure bande originale              | Mémoires de nos pères   |
| 2004  | Satellite Awards                          | Golden Satellite Award           | Meilleur réalisateur                   | Mystic River            |
| 2005  | Prix Amanda                               | Amanda                           | Meilleur long métrage étranger         | Million Dollar Baby     |
| 2005  | Broadcast Film Critics Association Awards | Critics Choice Award             | Meilleur réalisateur                   | Million Dollar Baby     |
| 2005  | Prix Amanda                               | Amanda                           | Meilleur film étranger                 | Million Dollar Baby     |
| 2005  | Oscars du cinéma                          | Oscar                            | Meilleur acteur dans un rôle principal | Million Dollar Baby     |
| 2006  | Grammy Awards                             | Grammy                           | Meilleure musique de film              | Million Dollar Baby     |
| 2006  | Prix Robert                               | Robert                           | Meilleur film américain                | Million Dollar Baby     |
| 2006  | Prix David di Donatello                   | David                            | Meilleur film étranger                 | Lettres d'Iwo Jima      |
| 2007  | Broadcast Film Critics Association Awards | Critics Choice Award             | Meilleur réalisateur                   | Lettres d'Iwo Jima      |
| 2007  | Oscars du cinéma                          | Oscar                            | Meilleur film                          | Lettres d'Iwo Jima      |
| 2007  | Oscars du cinéma                          | Oscar                            | Meilleur réalisateur                   | Lettres d'Iwo Jima      |
| 2004  | Bodil Awards                              | Bodil                            | Meilleur film américain                | Lettres d'Iwo Jima      |
| 2008  | Broadcast Film Critics Association Awards | Critics Choice Award             | Meilleur compositeur                   | Grace is Gone           |
| 2009  | Broadcast Film Critics Association Awards | Critics Choice Award             | Meilleur compositeur                   | L'Échange               |
| 2009  | Broadcast Film Critics Association Awards | Critics Choice Award             | Meilleur acteur                        | Gran Torino             |
| 2009  | AMPAS Argentina                           | Award of the Argentinean Academy | Meilleur film étranger                 | Gran Torino             |
| 2009  | BAFTA Awards                              | BAFTA Film Award                 | Meilleur réalisateur                   | L'Échange               |
| 2009  | Saturn Awards                             | Saturn Award                     | Meilleur réalisateur                   | L'Échange               |
| 2009  | Saturn Awards                             | Saturn Award                     | Meilleure musique de film              | L'Échange               |
| 2010  | Broadcast Film Critics Association Awards | Critics Choice Award             | Meilleur réalisateur                   | Invictus                |
| 2004  | Satellite Awards                          | Golden Satellite Award           | Meilleur réalisateur                   | Mystic River            |

### Associations de critiques
| Année | Cérémonie                                          | Prix                 | Catégorie                                        | Film                  |
| ----- | -------------------------------------------------- | -------------------- | ------------------------------------------------ | --------------------- |
| 2003  | Washington DC Area Film Critics Association Awards | WAFCA Award          | Meilleur réalisateur                             | Mystic River          |
| 2004  | Premios Cóndor de Plata                            | Condor d'Argent      | Meilleur film étranger                           | Mystic River          |
| 2004  | Chicago Film Critics Association Awards            | CFCA Award           | Meilleur réalisateur                             | Mystic River          |
| 2004  | Critics Choice Awards                              | Critics Choice Award | Meilleur compositeur                             | Mystic River          |
| 2004  | Critics Choice Awards                              | Critics Choice Award | Meilleur réalisateur                             | Mystic River          |
| 2004  | Directors Guild of America Awards                  | DGA Award            | Meilleure réalisation                            | Mystic River          |
| 2004  | Golden Globes                                      | Golden Globe         | Meilleur réalisateur                             | Mystic River          |
| 2004  | Online Film Critics Society Awards                 | OFCS Award           | Meilleur réalisateur                             | Mystic River          |
| 2004  | Productors Guild of America Awards                 | PGA Award            | Producteur de l'année                            | Mystic River          |
| 2005  | Critics Choice Awards                              | Critics Choice Award | Meilleur réalisateur                             | Million Dollar Baby   |
| 2005  | Directors Guild of Great Britain Awards            | DGGB Award           | Meilleure réalisation dans un film international | Million Dollar Baby   |
| 2005  | Golden Globes                                      | Golden Globe         | Meilleure musique de film                        | Million Dollar Baby   |
| 2005  | Online Film Critics Society Awards                 | OFCS Award           | Meilleur réalisateur                             | Million Dollar Baby   |
| 2005  | Screen Actors Guild Awards                         | Actor                | Meilleure distribution                           | Million Dollar Baby   |
| 2006  | Chicago Film Critics Association Awards            | CFCA Award           | Meilleur réalisateur                             | Lettres d'Iwo Jima    |
| 2007  | Critics Choice Awards                              | Critics Choice Award | Meilleur réalisateur                             | Lettres d'Iwo Jima    |
| 2007  | Golden Globes                                      | Golden Globe         | Meilleur réalisateur                             | Mémoires de nos pères |
| 2007  | Golden Globes                                      | Golden Globe         | Meilleur réalisateur                             | Lettres d'Iwo Jima    |
| 2008  | Premios Cóndor de Plata                            | Condor d'Argent      | Meilleur film pas en espagnol                    | Lettres d'Iwo Jima    |
| 2008  | Critics Choice Awards                              | Critics Choice Award | Meilleur compositeur                             | Grace Is Gone         |
| 2008  | Golden Globes                                      | Golden Globe         | Meilleure musique de film                        | Grace Is Gone         |
| 2008  | Golden Globes                                      | Golden Globe         | Meilleure chanson originale (Grace Is Gone)      | Grace Is Gone         |
| 2008  | Chicago Film Critics Association Awards            | CFCA Award           | Meilleur acteur                                  | Gran Torino           |
| 2009  | Critics Choice Awards                              | Critics Choice Award | Meilleur acteur                                  | Gran Torino           |
| 2009  | Critics Choice Awards                              | Critics Choice Award | Meilleur compositeur                             | L'Échange             |
| 2009  | London Critics Circle Film Awards                  | ALFS Award           | Réalisateur de l'année                           | L'Échange             |
| 2009  | Golden Globes                                      | Golden Globe         | Meilleure musique de film                        | Gran Torino           |
| 2009  | Golden Globes                                      | Golden Globe         | Meilleure chanson originale (Gran Torino)        | Gran Torino           |
| 2009  | Washington DC Area Film Critics Association Awards | WAFCA Award          | Meilleur réalisateur                             | Invictus              |
| 2010  | Critics Choice Awards                              | Critics Choice Award | Meilleur réalisateur                             | Invictus              |
| 2010  | Golden Globes                                      | Golden Globe         | Meilleur réalisateur                             | Invictus              |

### Festivals de cinéma
| Année | Cérémonie          | Prix                               | Catégorie               | Film                              |
| ----- | ------------------ | ---------------------------------- | ----------------------- | --------------------------------- |
| 1985  | Festival de Cannes | Sélection officielle (compétition) | Sélection officielle    | Pale Rider, le cavalier solitaire |
| 1988  | Festival de Cannes | Sélection officielle (compétition) | Sélection officielle    | Bird                              |
| 1990  | Festival de Cannes | Sélection officielle (compétition) | Sélection officielle    | Chasseur blanc, cœur noir         |
| 2003  | Festival de Cannes | Sélection officielle (compétition) | Sélection officielle    | Mystic River                      |
| 2004  | Robert Festival    | Robert                             | Meilleur film américain | Mystic River                      |
| 2006  | Robert Festival    | Robert                             | Meilleur film américain | Million Dollar Baby               |
| 2008  | Festival de Cannes | Sélection officielle (compétition) | Sélection officielle    | L'Échange                         |

### Prix spéciaux
| Année | Cérémonie     | Prix                       |
| ----- | ------------- | -------------------------- |
| 1968  | Laurel Awards | Star masculine (8e place)  |
| 1970  | Laurel Awards | Star masculine (9e place)  |
| 1971  | Laurel Awards | Star masculine (10e place) |

## Nombre de prix par film
Ne sont répertoriés ici que les films ayant reçu au moins 5 nominations.
| Film                    | Nominations | Récompenses |
| ----------------------- | ----------- | ----------- |
| Impitoyable             | 47          | 46          |
| Sur la route de Madison | 17          | 7           |
| Space Cowboys           | 5           | 2           |
| Mystic River            | 144         | 54          |
| Million Dollar Baby     | 86          | 63          |
| Mémoires de nos pères   | 26          | 16          |
| Lettres d'Iwo Jima      | 39          | 23          |
| Gran Torino             | 22          | 21          |
| L'Échange               | 52          | 14          |
| Invictus                | 36          | 12          |
| American Sniper         | 43          | 23          |
| Sully                   | 35          | 14          |
| La Mule                 | 10          | 1           |
| Le Cas Richard Jewell   | 19          | 7           |